# Turniej Drużyn Puszczańskich

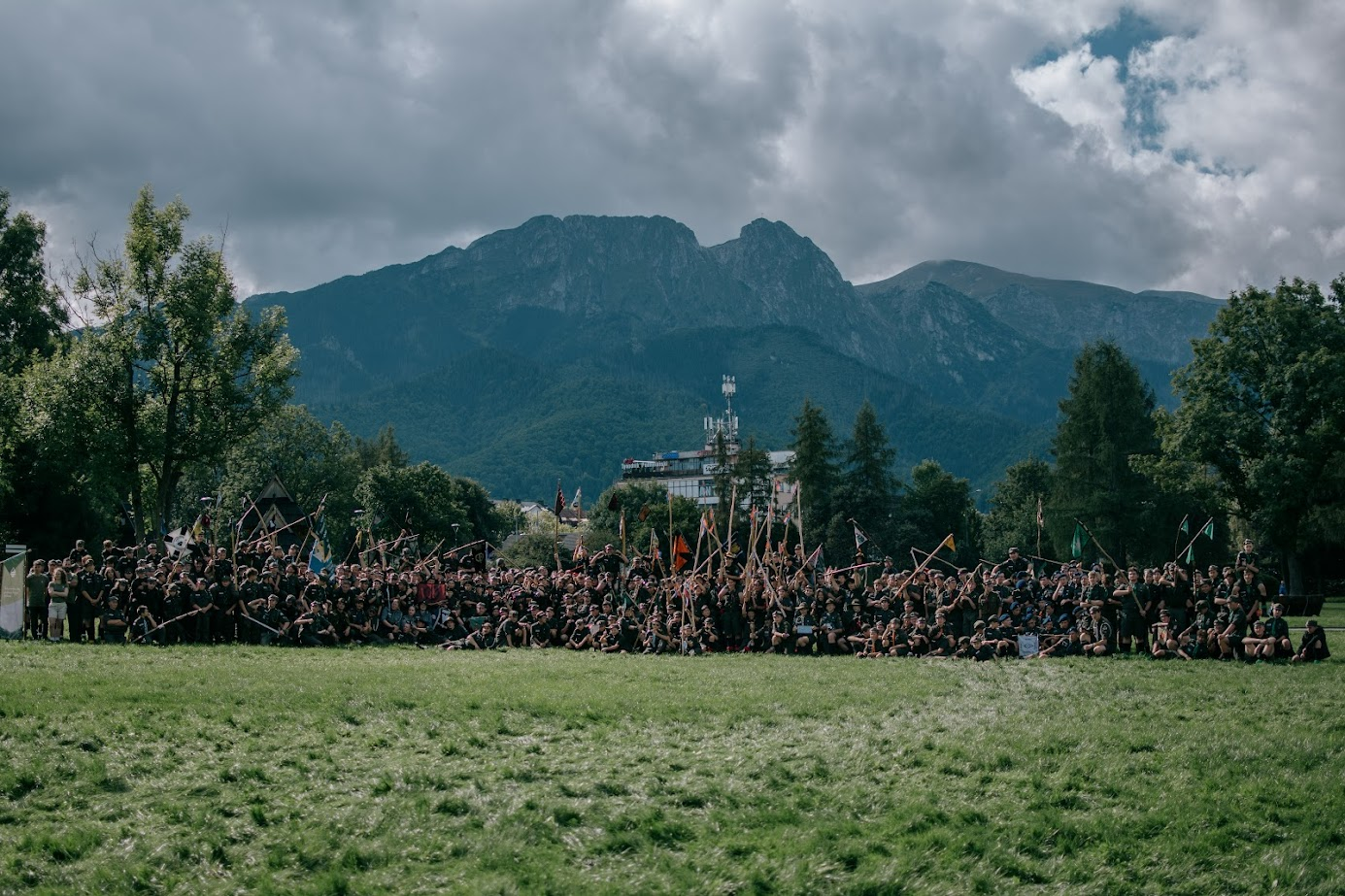
Turniej Drużyn Puszczańskich - Podhale 2023

Turniej Drużyn Puszczańskich to zlot drużyn z Organizacji Harcerzy ZHR, które zdobyły kategorię Drużyny Puszczańskiej. Walczą one o miano najlepszej drużyny w Polsce, zwanej Drużyną Rzeczypospolitej.
Turnieje odbywają się przez trzy dni, podczas których odbywają się: gra dzienna, nocna i sportowa. Organizatorzy dodają również punkty z innych kategorii, zależnych od klimatu w jakim odbywa się turniej.
Drużyna która zdobędzie tytuł trzy razy z rzędu, otrzymuje go dożywotnio.

## Drużyny Rzeczypospolitej
- 2000 – 32 Mazowiecka Drużyna Harcerzy „Orkan” im. Batalionu „Parasol”
- 2001 – 28 Łódzka Drużyna Harcerzy im. Antoniego Olbromskiego
- 2002 – zlot nie odbył się
- 2003 – 28 Gdańska Drużyna Harcerzy „Wilki”
- 2004 – 16 Warszawska Drużyna Harcerzy im. Zawiszy Czarnego
- 2005 – 16 Warszawska Drużyna Harcerzy im. Zawiszy Czarnego
- 2006 – 17 Łódzka Drużyna Harcerzy im. Jerzego Szletyńskiego
- 2007 – 17 Łódzka Drużyna Harcerzy im. Jerzego Szletyńskiego
- 2008 – 17 Łódzka Drużyna Harcerzy im. Jerzego Szletyńskiego
- 2009 – 15 Poznańska Drużyna Harcerzy „Ingonyama” im. R. Traugutta
- 2010 – 3 Niedrzwicka Drużyna Harcerzy „Trop” im. Zgrupowania Oddziałów Zapory
- 2011 – 25 Wejherowska Drużyna Harcerzy „Spartanie” im. Pawła Szefki
- 2012 – 36 Gdyńska Drużyna Harcerzy im. hm. Lucjana Cylkowskiego
- 2013 – 16 Warszawska Drużyna Harcerzy im. Zawiszy Czarnego „Grunwald”
- 2014 – 3 Drużyna Harcerzy im. Gen. Wł. Andersa w Ostrzeszowie
- 2015 – 63 Gdyńska Drużyna Harcerzy im. Mjr. Hieronima Dekutowskiego „Zapory”
- 2016 – 8 Szczecińska Drużyna Harcerzy „Płomień” im. Andrzeja i Jana Romockich
- 2017 – 6 Poznańska Drużyna Harcerzy „Siklawa” im. Kapitana Żeglugi Wielkiej Mamerta Stankiewicza
- 2018 – 16 Warszawska Drużyna Harcerzy im. Zawiszy Czarnego „Grunwald”
- 2019 – 12 Lubelska Drużyna Harcerzy „Bractwo” im. braci herbu Sulima
- 2020 – 5 Wodzisławska Drużyna Harcerzy „Wilki” im. 5 Wileńskiej Brygady AK
- 2021 – 5 Wodzisławska Drużyna Harcerzy „Wilki” im. 5 Wileńskiej Brygady AK
- 2022 – 8 Szczecińska Drużyna Harcerzy „Płomień” im. Andrzeja i Jana Romockich
- 2023 – 5 Wodzisławska Drużyna Harcerzy „Wilki” im. 5 Wileńskiej Brygady AK
- 2024 – 87 Gdańska Drużyna Harcerzy „Zielony Trakt” im. Tadeusza Zawadzkiego „Zośki”

## Wcześniejsze turnieje
Przed powstaniem ZHR również odbywały się turnieje o najlepszą drużynę w Polsce. Pierwszy raz w 1924 podczas I Narodowego Zlotu Harcerzy w Warszawie przyznano wtedy tytuł I Drużyny Rzeczypospolitej 13 Warszawskiej Drużynie Harcerzy. W kolejnym roku zawody wygrała IV Bydgoska Drużyna Harcerzy. Po tym turnieju ustalono, że kolejne zawody będą się odbywały tylko w czasie zlotów. W czasie Jubileuszowego Zlotu ZHP w Spale miano „Bardzo Dobrej Drużyny Rzeczypospolitej” otrzymała 16 Warszawska Drużyna Harcerzy im. Zawiszy Czarnego.

## Turniej Łódź 2000

### Uczestnicy
- 32 Mazowiecka Drużyna Harcerzy „Orkan” im. Batalionu „Parasol”
- 123 Warszawska Drużyna Harcerzy
- 265 Warszawska Lotnicza Drużyna Harcerzy „Skrzydła” im. Batalionu Parasol

## Turniej 2001

### Uczestnicy
- 7 Warszawska Wodna Drużyna Harcerzy „KOOH-I-NOOR”
- XV Łódzka Drużynia Harcerzy „Zielony Płomień” im. Andrzeja Małkowskiego
- 28 Łódzka Drużyna Harcerzy im. Antoniego Olbromskiego
- 61 Warszawska Drużyna Harcerzy „Ea Thalion”
- 265 Warszawska Lotnicza Drużyna Harcerzy „Skrzydła” im. Batalionu „Parasol”
- 319 Krakowska Drużyna Harcerzy „Hubalczycy” im. mjr Henryka Dobrzańskiego

## Turniej Pomorze 2003
Turniej rozegrał się na trasie Wejherowo - Borowo - Westerplatte - Pomnik Poległych Stoczniowców 1970 w dniach 30-31 sierpnia 2003. Niska frekwencja wynikała z niewykorzystania w hufcach i chorągwiach przez drużyny, dalej stosunkowo nowego, narzędzia jakim była kategoryzacja.

### Uczestnicy
- 28 Gdańska Drużyna Harcerzy „Wilki” [12 pkt]
- 28 Łódzka Drużyna Harcerzy im. Antoniego Olbromskiego [5 pkt]

## Turniej Wrocław 2004
Odbywał się w dniach 24-26 września 2004 na terenie Wrocławia oraz Trzebnicy.

### Uczestnicy
- 9 Gdyńska Drużyna Harcerzy „Zbroja”
- 16 Warszawska Drużyna Harcerzy im. Zawiszy Czarnego
- 28 Gdańska Drużyna Harcerzy „Wilki”

### Klasyfikacja Końcowa
1. 16 Warszawska Drużyna Harcerzy im. Zawiszy Czarnego [398 pkt]
2. 28 Gdańska Drużyna Harcerzy „Wilki” [375,5 pkt]
3. 9 Gdyńska Drużyna Harcerzy „Zbroja” [284,5 pkt]

## Turniej Bzura 2005
Turniej odbywał się w klimacie Bitwy na Bzurą w dniach 16-18 września 2005.

### Uczestnicy
- 10 Łódzka Drużyna Harcerzy „Serviam”
- 16 Warszawska Drużyna Harcerzy im. Zawiszy Czarnego
- 265 Warszawska Lotnicza Drużyna Harcerzy „Skrzydła” im. Batalionu Parasol

### Klasyfikacja końcowa
1. 16 Warszawska Drużyna Harcerzy im. Zawiszy Czarnego [2522 pkt]
2. 265 Warszawska Lotnicza Drużyna Harcerzy „Skrzydła” im. Batalionu Parasol [2051 pkt]
3. 10 Łódzka Drużyna Harcerzy „Serviam” [2021 pkt]

## Turniej Małopolska 2006
Turniej odbywał się w dniach 8 – 10 grudnia w Krakowie i okolicach.

### Uczestnicy
- 3 Drużyna Harcerzy im. Gen. Władysława Andersa w Ostrzeszowie
- 9 Łódzka Drużyna Harcerzy „Leśni”
- 16 Warszawska Drużyna Harcerzy im. Zawiszy Czarnego
- 17 Łódzka Drużyna Harcerzy im. Jerzego Szletyńskiego
- 26 Łódzka Drużyna Harcerzy im. Pawła Edmunda Strzeleckiego
- 265 Warszawska Lotnicza Drużyna Harcerzy „Skrzydła” im. Batalionu Parasol (drużyna nie zgłosiła się na turniej)

### Klasyfikacja końcowa
1. 17 Łódzka Drużyna Harcerzy im. Jerzego Szletyńskiego
2. 16 Warszawska Drużyna Harcerzy im. Zawiszy Czarnego
3. 3 Drużyna Harcerzy im. Gen. Władysława Andersa w Ostrzeszowie
4. 26 Łódzka Drużyna Harcerzy im. Pawła Edmunda Strzeleckiego
5. 9 Łódzka Drużyna Harcerzy „Leśni”

## Turniej Mazowsze 2007
Obrzędowość turnieju nawiązuje do okresu walki podziemia niepodległościowego z okupacją sowiecką po zakończeniu II wojny światowej, w latach 1945-1956.

### Uczestnicy
- 3 Drużyna Harcerzy im. Gen. Władysława Andersa w Ostrzeszowie
- 5 Gdyńska Drużyna Harcerzy „Knieja”
- 17 Łódzka Drużyna Harcerzy im. Jerzego Szletyńskiego
- 18 Krakowska Drużyna Harcerzy „Wieleci”
- 28 Gdańska Drużyna Harcerzy „Wilki”
- 28 Łódzka Drużyna Harcerzy im. Antoniego Olbromskiego
- 36 Gdyńska Drużyna Harcerzy im. hm. Lucjana Cylkowskiego

### Klasyfikacja końcowa
1. 17 Łódzka Drużyna Harcerzy im. Jerzego Szletyńskiego
2. 3 Drużyna Harcerzy im. Gen. Władysława Andersa w Ostrzeszowie
3. 36 Gdyńska Drużyna Harcerzy im. hm. Lucjana Cylkowskiego
4. 28 Gdańska Drużyna Harcerzy „Wilki”
5. 18 Krakowska Drużyna Harcerzy „Wieleci”
6. 28 Łódzka Drużyna Harcerzy im. Antoniego Olbromskiego
7. 5 Gdyńska Drużyna Harcerzy „Knieja”

## Turniej Łódź 2008
Odbywał się w dniach 26-28 września 2008 na terenie dawnego poligonu na Zdrowiu oraz na terenie miasta Łodzi. Komendantem Turnieju był pwd. Jan Czuma HR

### Uczestnicy
- 3 Drużyna Harcerzy im. Gen. Władysława Andersa w Ostrzeszowie
- 9 Gdyńska Drużyna Harcerzy „Zbroja”
- 17 Łódzka Drużyna Harcerzy im. Jerzego Szletyńskiego
- 28 Łódzka Drużyna Harcerzy im. Antoniego Olbromskiego
- 36 Gdyńska Drużyna Harcerzy im. hm. Lucjana Cylkowskiego
- 70 Sopocka Drużyna Harcerzy im. Zawiszy Czarnego herbu Sulima
- 87 Gdańska Drużyna Harcerzy „Zielony Trakt” im. Tadeusza Zawadzkiego „Zośki”

### Klasyfikacja końcowa
1. 17 Łódzka Drużyna Harcerzy im. Jerzego Szletyńskiego
2. 36 Gdyńska Drużyna Harcerzy im. hm. Lucjana Cylkowskiego
3. 87 Gdańska Drużyna Harcerzy „Zielony Trakt” im. Tadeusza Zawadzkiego „Zośki”
4. 3 Drużyna Harcerzy im. Gen. Władysława Andersa w Ostrzeszowie
5. 9 Gdyńska Drużyna Harcerzy „Zbroja”
6. 70 Sopocka Drużyna Harcerzy im. Zawiszy Czarnego herbu Sulima

## Turniej Koronowo 2009
Odbył się w czasie Zlotu XX-lecia ZHR w dniach 3-9 sierpnia 2009 w Koronowie.

### Uczestnicy
- 12 Lubelska Drużyna Harcerzy „Bractwo” imienia braci herbu Sulima
- 15 Poznańska Drużyna Harcerzy „Ingonyama” im. R. Traugutta
- 16 Warszawska Drużyna Harcerzy im. Zawiszy Czarnego „Grunwald”
- 62 Warszawska Drużynie Harcerzy „Templum” im. Władysława Bandurskiego
- 70 Sopocka Drużyna Harcerzy im. Zawiszy Czarnego herbu Sulima
- 87 Gdańska Drużyna Harcerzy „Zielony Trakt” im. Tadeusza Zawadzkiego „Zośki”

### Klasyfikacja końcowa
1. 15 Poznańska Drużyna Harcerzy „Ingonyama” im. R. Traugutta
2. 12 Lubelska Drużyna Harcerzy „Bractwo” imienia braci herbu Sulima
3. 16 Warszawska Drużyna Harcerzy im. Zawiszy Czarnego „Grunwald”
4. 70 Sopocka Drużyna Harcerzy im. Zawiszy Czarnego herbu Sulima
5. 87 Gdańska Drużyna Harcerzy „Zielony Trakt” im. Tadeusza Zawadzkiego „Zośki”
6. 62 Warszawska Drużyna Harcerzy „Templum” im. Władysława Bandurskiego

## Turniej Poznań 2010
Odbywał się w dniach 1-3 września 2010 w Poznaniu i w podmiejskich lasach.

### Uczestnicy
- 1 Koszalińska Drużyna Harcerzy „Zielona” im. Marszałka Józefa Piłsudskiego
- 2 Mazowiecka Drużyna Harcerzy „Oleandry” im. Marszałka Józefa Piłsudskiego
- 3 Niedrzwicka Drużyna Harcerzy „Trop” im. Zgrupowania Oddziałów Zapory
- 9 Swarzędzka Drużyna Harcerzy „Echo Puszczy” im. Andrzeja Małkowskiego
- 10 Łódzka Drużyna Harcerzy „Serviam” im. Jerzego Grodyńskiego
- 15 Poznańska Drużyna Harcerzy „Ingonyama” im. R. Traugutta (zgodnie z nowym regulaminem drużyna nie mogła brać udziału w turnieju)
- 25 Wejherowska Drużyna Harcerzy „Spartanie”
- 36 Gdyńska Drużyna Harcerzy im. Lucjana Cylkowskiego
- 87 Gdańska Drużyna Harcerzy „Zielony Trakt” im. Tadeusza Zawadzkiego
- 310 Poznańska Drużyna Harcerzy „Puszcza” im. hm Henryka Śniegockiego

### Klasyfikacja końcowa[1]
1. 3 Niedrzwicka Drużyna Harcerzy „Trop” im. Zgrupowania Oddziałów Zapory
2. 1 Koszalińska Drużyna Harcerzy „Zielona” im. Marszałka Józefa Piłsudskiego
3. 36 Gdyńska Drużyna Harcerzy im. Lucjana Cylkowskiego

## Turniej Lublin 2011
Odbywał się w dniach 30 września – 2 października 2011 w Lublinie i Niedrzwicy Dużej. Fabuła Turnieju nawiązywała do czasów tzw. drugiej konspiracji harcerskiej, czyli lat 1949-1956.

### Uczestnicy
- 1 Koszalińska Drużyna Harcerzy „Zielona” im. Marszałka Józefa Piłsudskiego (nieokreślona w klasyfikacji końcowej)
- 1 Kraśnicka Drużyna Harcerzy „Gryf” im. 24 Pułku Ułanów
- 2 Mazowiecka Drużyna Harcerzy „Oleandry” im. Józefa Piłsudskiego
- 3 Niedrzwicka Drużyna Harcerzy „Trop” im. Zgrupowania Oddziałów Zapory (zgodnie z nowym regulaminem drużyna nie mogła brać udziału w turnieju)
- 8 Poznańska Drużyna Harcerzy „Jar” im. Stefana Roweckiego „Grota”
- 15 Poznańska Drużyna Harcerzy „Ingonyama” im. R. Traugutta
- 16 Warszawska Drużyna Harcerzy „Grunwald” im. Zawiszy Czarnego
- 25 Wejherowska Drużyna Harcerzy „Spartanie” im. Pawła Szefki
- 36 Gdyńska Drużyna Harcerzy im. Lucjana Cylkowskiego
- 41 Pionkowska Drużyna Harcerzy „Zarzewie” im. Andrzeja Małkowskiego”
- 87 Gdańska Drużyna Harcerzy „Zielony Trakt” im. Tadeusza Zawadzkiego

### Klasyfikacja końcowa
1. 25 Wejherowska Drużyna Harcerzy „Spartanie” im. Pawła Szefki
2. 16 Warszawska Drużyna Harcerzy „Grunwald” im. Zawiszy Czarnego
3. 1 Kraśnicka Drużyna Harcerzy „Gryf” im. 24 Pułku Ułanów
4. 2 Mazowiecka Drużyna Harcerzy „Oleandry” im. Józefa Piłsudskiego oraz 15 Poznańska Drużyna Harcerzy „Ingonyama” im. R. Traugutta
5. 36 Gdyńska Drużyna Harcerzy im. Lucjana Cylkowskiego
6. 8 Poznańska Drużyna Harcerzy „Jar” im. Stefana Roweckiego „Grota” oraz 41 Pionkowska Drużyna Harcerzy „Zarzewie” im. Andrzeja Małkowskiego” oraz 87 Gdańska Drużyna Harcerzy „Zielony Trakt” im. Tadeusza Zawadzkiego

## Turniej Wejherowo 2012
Odbywał się w dniach 31 sierpnia – 2 września 2012 w Gdańsku i Wejherowie.

### Uczestnicy
- 1 Koszalińska Drużyna Harcerzy „Zielona” im. Marszałka Józefa Piłsudskiego
- 1 Suwalska Drużyna Harcerzy „Baszta”
- 2 Mazowiecka Drużyna Harcerzy „Oleandry” im. Józefa Piłsudskiego
- 3 Zakopiańska Drużyna Harcerzy „Górska Ostoja” im. Tadeusza Kościuszki
- 6 Zakopiańska Drużyna Harcerzy „Zawiszy Czarnego”
- 9 Gdyńska Drużyna Harcerzy „Zbroja”
- 16 Warszawska Drużyna Harcerzy im. Zawiszy Czarnego „Grunwald”
- 36 Gdyńska Drużyna Harcerzy im. Lucjana Cylkowskiego
- 41 Pionkowska Drużyna Harcerzy „Zarzewie” im. Andrzeja Małkowskiego”

### Klasyfikacja końcowa
1. 36 Gdyńska Drużyna Harcerzy im. Lucjana Cylkowskiego
2. 16 Warszawska Drużyna Harcerzy im. Zawiszy Czarnego „Grunwald”
3. 3 Zakopiańska Drużyna Harcerzy „Górska Ostoja” im. Tadeusza Kościuszki
4. 1 Koszalińska Drużyna Harcerzy „Zielona” im. Marszałka Józefa Piłsudskiego
5. 41 Pionkowska Drużyna Harcerzy „Zarzewie” im. Andrzeja Małkowskiego”
6. 9 Gdyńska Drużyna Harcerzy „Zbroja”
7. 1 Suwalska Drużyna Harcerzy „Baszta”

- 2 Mazowiecka Drużyna Harcerzy „Oleandry” im. Józefa Piłsudskiego
- 6 Zakopiańska Drużyna Harcerzy „Zawiszy Czarnego”

## Turniej Warszawa 2013
Odbywał się w dniach 20 - 22 września w okolicach Twierdzy Modlin i w Warszawie.

### Uczestnicy
- 1 Ostrołęcka Drużyna Harcerzy „Piorun” im. Gen. Józefa Zachariasza Bema
- 1 Warszawska Drużyna Harcerzy im. Romualda Traugutta „Czarna Jedynka”
- 2 Mazowiecka Drużyna Harcerzy „Oleandry” im. marsz. Józefa Piłsudskiego
- 4 Rozborska Drużyna Harcerzy „Karacena” im. 10 Pułku Strzelców Konnych
- 8 Szczecińska Drużyna Harcerzy „Płomień” im. Andrzeja i Jana Romockich
- 12 Poznańska Drużyna Harcerzy „Grota”
- 15 Poznańska Drużyna Harcerzy „Ingonyama” im. Romualda Traugutta
- 16 Warszawska Drużyna Harcerzy im. Zawiszy Czarnego „Grunwald”
- 16 Warszawska Drużyna Harcerzy im. Zawiszy Czarnego „Sulima”
- 36 Gdyńska Drużyna Harcerzy im. hm. Lucjana Cylkowskiego
- 41 Pionkowska Drużyna Harcerzy „Zarzewie” im. Andrzeja Małkowskiego
- 44 Warszawska Drużyna Harcerzy „Stanica”

### Klasyfikacja końcowa
1. 16 Warszawska Drużyna Harcerzy im. Zawiszy Czarnego „Grunwald”
2. 16 Warszawska Drużyna Harcerzy im. Zawiszy Czarnego „Sulima”
3. 4 Rozborska Drużyna Harcerzy „Karacena” im. 10 Pułku Strzelców Konnych
4. 1 Warszawska Drużyna Harcerzy im. Romualda Traugutta „Czarna Jedynka”
5. 41 Pionkowska Drużyna Harcerzy „Zarzewie” im. Andrzeja Małkowskiego

- 2 Mazowiecka Drużyna Harcerzy „Oleandry” im. marsz. Józefa Piłsudskiego
- 8 Szczecińska Drużyna Harcerzy „Płomień” im. Andrzeja i Jana Romockich
- 12 Poznańska Drużyna Harcerzy „Grota”
- 15 Poznańska Drużyna Harcerzy „Ingonyama” im. Romualda Traugutta
- 36 Gdyńska Drużyna Harcerzy im. hm. Lucjana Cylkowskiego
- 44 Warszawska Drużyna Harcerzy „Stanica”

## Turniej Wrocław 2014
Odbywał się w dniach 3-5 października w okolicach Obornik Śląskich i we Wrocławiu

### Uczestnicy
- 1 Beskidzka Drużyna Harcerzy „SZARA” im. Aleksego Dawidowskiego
- 1 Suwalska Drużyna Harcerzy „Baszta” im. Mariana Piekarskiego
- 2 Mazowiecka Drużyna Harcerzy „Oleandry” im. marsz. J. Piłsudskiego
- 2 Ostrzeszowska Drużyna Harcerzy „Puchacze” im. gen. bryg. Stanisława Sosabowskiego
- 2 Poznańska Drużyn Harcerzy „Czantoria” im. ppor. hm. Tadeusza „Zośki” Zawadzkiego HR
- 3 Drużyna Harcerzy im. Gen. Wł. Andersa w Ostrzeszowie
- 4 Beskidzka Drużyna Harcerzy im. Cichociemnych
- 8 Szczecińska Drużyna Harcerzy „Płomień” im. Andrzeja i Jana Romockich
- 10 Łódzka Drużyna Harcerzy Serviam im. Jerzego Grodyńskiego
- 14 Wrocławska Drużyna Harcerzy „Bukowina”
- 15 Poznańska Drużyna Harcerzy „Ingonyama” im. Romualda Traugutta
- 16 Warszawska Drużyna Harcerzy im. Zawiszy Czarnego „Grunwald”
- 16 Warszawska Drużyna Harcerzy im. Zawiszy Czarnego „Sulima”
- 22 Warszawska Drużyna Harcerzy „Płowce” im. Króla Władysława Łokietka
- 28 Gdańska Drużyna Harcerzy „WILKI”
- 36 Gdyńska Drużyna Harcerzy im. hm Lucjana Cylkowskiego
- 41 Pionkowska Drużyna Harcerzy „Zarzewie” im. Andrzeja Małkowskiego
- 44 Warszawska Drużyna Harcerzy „KEDYW” im. gen. Augusta Emila Fieldorfa ps. Nil
- 44 Warszawska Drużyna Harcerzy „Stanica”
- 63 Gdyńska Drużyna Harcerzy im. mjr. Hieronima Dekutowskiego „Zapory”

### Klasyfikacja końcowa
1. 3 Drużyna Harcerzy im. Gen. Wł. Andersa w Ostrzeszowie
2. 16 Warszawska Drużyna Harcerzy im. Zawiszy Czarnego „Grunwald”
3. 2 Poznańska Drużyn Harcerzy „Czantoria” im. ppor. hm. Tadeusza „Zośki” Zawadzkiego HR
4. 2 Mazowiecka Drużyna Harcerzy „Oleandry” im. marsz. J. Piłsudskiego
5. 63 Gdyńska Drużyna Harcerzy im. mjr. Hieronima Dekutowskiego „Zapory”
6. 10 Łódzka Drużyna Harcerzy Serviam im. Jerzego Grodyńskiego
7. 41 Pionkowska Drużyna Harcerzy „Zarzewie” im. Andrzeja Małkowskiego
8. 1 Beskidzka Drużyna Harcerzy „SZARA” im. Aleksego Dawidowskiego
9. 44 Warszawska Drużyna Harcerzy „Stanica”
10. 8 Szczecińska Drużyna Harcerzy „Płomień” im. Andrzeja i Jana Romockich
11. 4 Beskidzka Drużyna Harcerzy im. Cichociemnych
12. 16 Warszawska Drużyna Harcerzy im. Zawiszy Czarnego „Sulima”
13. 1 Suwalska Drużyna Harcerzy „Baszta” im. Mariana Piekarskiego
14. 14 Wrocławska Drużyna Harcerzy „Bukowina”

Poza klasyfikacją
- 1 Warszawska Drużyna Harcerzy im. Romualda Traugutta „Czarna Jedynka”
- 2 Ostrzeszowska Drużyna Harcerzy „Puchacze” im. gen. bryg. Stanisława Sosabowskiego
- 15 Poznańska Drużyna Harcerzy „Ingonyama” im. Romualda Traugutta
- 22 Warszawska Drużyna Harcerzy „Płowce” im. Króla Władysława Łokietka
- 28 Gdańska Drużyna Harcerzy „WILKI”
- 36 Gdyńska Drużyna Harcerzy im. hm Lucjana Cylkowskiego
- 44 Warszawska Drużyna Harcerzy „KEDYW” im. gen. Augusta Emila Fieldorfa ps. Nil

## Turniej Pionki 2015
Odbywał się w dniach 4-6 września w Pionkach i w Puszczy Kozienickiej

### Uczestnicy
- 1 Beskidzka Drużyna Harcerzy „SZARA” im. Aleksego Dawidowskiego
- 1 Pionkowska Drużyna Harcerzy „Czarna Jedynka” im. Józefa Piłsudskiego
- 1 Ursynowska Drużyna Harcerz „Żagiew” im. Jana Bytnara
- 2 Mazowiecka Drużyna Harcerzy „Oleandry” im. marsz. Józefa Piłsudskiego
- 2 Poznańska Drużyn Harcerzy „Czantoria” im. ppor. hm. Tadeusza „Zośki” Zawadzkiego HR
- 3 Podgórska Drużyna Harcerzy „Wilki” im. Stanisława Mitko
- 3 Pruska Drużyna Harcerzy „Gniazdo”
- 7 Bydgoska Drużyna Harcerzy „Nadzieja”
- 7 Krakowska Drużyna Harcerz im. hm. Tadeusza Boya „Komandosy”
- 7 Poznańska Drużyna Harcerz „Binduga” im. hm. Floriana Marciniaka
- 8 Szczecińska Drużyna Harcerzy „Płomień” im. Andrzeja i Jana Romockich
- 9 Swarzędzka Drużyna Harcerzy „Echo Puszczy” im. Andrzeja Małkowskiego
- 12 Lubelska Drużyna Harcerzy „Bractwo” imienia braci herbu Sulima
- 16 Warszawska Drużyna Harcerzy im. Zawiszy Czarnego „Grunwald”
- 22 Warszawska Drużyna Harcerzy „Płowce” im. Króla Władysława Łokietka
- 28 Łódzka Drużyna Harcerzy im. Antoniego Olbromskiego
- 35 Drużyna Harcerzy Leśnych „Watra” im. Kazimierza Wielkiego
- 36 Gdyńska Drużyna Harcerzy im. hm Lucjana Cylkowskiego
- 41 Pionkowska Drużyna Harcerzy „Zarzewie” im. Andrzeja Małkowskiego
- 44 Warszawska Drużyna Harcerzy „Stanica”
- 63 Gdyńska Drużyna Harcerzy im. mjr. Hieronima Dekutowskiego „Zapory”
- 123 Warszawska Drużyna Harcerzy im. Zgrupowania AK „Chrobry II”
- 265 Warszawska Lotnicza Drużyna Harcerzy „Skrzydła” im. Batalionu Parasol
- 301 Warszawska Drużyna Harcerzy „Knieja” im. Rtm. Witolda Pileckiego

### Klasyfikacja końcowa
1. 63 Gdyńska Drużyna Harcerzy im. mjr. Hieronima Dekutowskiego „Zapory”
2. 41 Pionkowska Drużyna Harcerzy „Zarzewie” im. Andrzeja Małkowskiego
3. 8 Szczecińska Drużyna Harcerzy „Płomień” im. Andrzeja i Jana Romockich
4. 16 Warszawska Drużyna Harcerzy im. Zawiszy Czarnego „Grunwald”
5. 12 Lubelska Drużyna Harcerzy „Bractwo” imienia braci herbu Sulima
6. 2 Poznańska Drużyn Harcerzy „Czantoria” im. ppor. hm. Tadeusza „Zośki” Zawadzkiego HR
7. 2 Mazowiecka Drużyna Harcerzy „Oleandry” im. marsz. J. Piłsudskiego
8. 3 Podgórska Drużyna Harcerzy „Wilki” im. Stanisława Mitko
9. 28 Łódzka Drużyna Harcerzy im. Antoniego Olbromskiego
10. 7 Krakowska Drużyna Harcerz im. hm. Tadeusza Boya „Komandosy”
11. 7 Poznańska Drużyna Harcerz „Binduga” im. hm. Floriana Marciniaka
12. 36 Gdyńska Drużyna Harcerzy im. hm Lucjana Cylkowskiego
13. 9 Swarzędzka Drużyna Harcerzy „Echo Puszczy” im. Andrzeja Małkowskiego
14. 1 Beskidzka Drużyna Harcerzy „SZARA” im. Aleksego Dawidowskiego
15. 3 Pruska Drużyna Harcerzy „Gniazdo”
16. 1 Pionkowska Drużyna Harcerzy „Czarna Jedynka” im. Józefa Piłsudskiego
17. 35 Drużyna Harcerzy Leśnych „Watra” im. Kazimierza Wielkiego
18. 7 Bydgoska Drużyna Harcerzy „Nadzieja”

Poza klasyfikacją
- 1 Ursynowska Drużyna Harcerz „Żagiew” im. Jana Bytnara
- 22 Warszawska Drużyna Harcerzy „Płowce” im. Króla Władysława Łokietka
- 44 Warszawska Drużyna Harcerzy „Stanica”
- 123 Warszawska Drużyna Harcerzy im. Zgrupowania AK „Chrobry II”
- 265 Warszawska Lotnicza Drużyna Harcerzy „Skrzydła” im. Batalionu Parasol
- 301 Warszawska Drużyna Harcerzy „Knieja” im. Rtm. Witolda Pileckiego

## Turniej Gdańsk 2016
Odbywał się w dniach 30 września - 2 października w Gdańsku

### Uczestnicy
- 1 Beskidzka Drużyna Harcerzy „Szara” im. Aleksego Dawidowskiego
- 2 Poznańska Drużyn Harcerzy „Czantoria” im. ppor. hm. Tadeusza „Zośki” Zawadzkiego HR
- 2 Mazowiecka Drużyna Harcerzy „Oleandry” im. marsz. Józefa Piłsudskiego
- 6 Zakopiańska Drużyna Harcerzy „Śpiący Rycerze” im. Zawiszy Czarnego
- 7 Rumska Drużyna Harcerzy „Essentia”
- 7 Ursynowska Drużyna Harcerzy „Gniazdo” im. bł. Pier Gorgia Frassatiego
- 8 Szczecińska Drużyna Harcerzy „Płomień” im. Andrzeja i Jana Romockich
- 9 Gdyńska Drużyna Harcerzy „Zbroja”
- 12 Lubelska Drużyna Harcerzy „Bractwo” im. herbu braci Sulima
- 14 Gdyńska Drużyna Harcerzy im. Zawiszy Czarnego
- 15 Poznańska Drużyna Harcerzy „Wataha” im. Romualda Traugutta
- 16 Warszawska Drużyna Harcerzy im. Zawiszy Czarnego „Grunwald”
- 31 Zielonogórska Drużyna Harcerzy „Pająki” im. Andrzeja Małkowskiego
- 35 Gdańska Drużyna Harcerzy „Odkrywcy”
- 36 Gdyńska Drużyna Harcerzy im. hm. Lucjana Cylkowskiego
- 41 Pionkowska Drużyna Harcerzy „Zarzewie” im. Andrzeja Małkowskiego
- 123 Warszawska Drużyna Harcerzy im. Zgrupowania AK „Chrobry II”

### Klasyfikacja końcowa
1. 8 Szczecińska Drużyna Harcerzy „Płomień” im. Andrzeja i Jana Romockich
2. 16 Warszawska Drużyna Harcerzy im. Zawiszy Czarnego „Grunwald”
3. 2 Poznańska Drużyn Harcerzy „Czantoria” im. ppor. hm. Tadeusza „Zośki” Zawadzkiego HR
4. 35 Gdańska Drużyna Harcerzy „Odkrywcy”
5. 9 Gdyńska Drużyna Harcerzy „Zbroja”
6. 12 Lubelska Drużyna Harcerzy „Bractwo” im. herbu braci Sulima
7. 1 Beskidzka Drużyna Harcerzy „Szara” im. Aleksego Dawidowskiego
8. 15 Poznańska Drużyna Harcerzy „Wataha” im. Romualda Traugutta
9. 41 Pionkowska Drużyna Harcerzy „Zarzewie” im. Andrzeja Małkowskiego
10. 14 Gdyńska Drużyna Harcerzy im. Zawiszy Czarnego
11. 2 Mazowiecka Drużyna Harcerzy „Oleandry” im. marsz. Józefa Piłsudskiego
12. 6 Zakopiańska Drużyna Harcerzy „Śpiący Rycerze” im. Zawiszy Czarnego
13. 36 Gdyńska Drużyna Harcerzy im. hm. Lucjana Cylkowskiego
14. 7 Rumska Drużyna Harcerzy „Essentia”
15. 7 Ursynowska Drużyna Harcerzy „Gniazdo” im. bł. Pier Gorgia Frassatiego
16. 31 Zielonogórska Drużyna Harcerzy „Pająki” im. Andrzeja Małkowskiego
17. 123 Warszawska Drużyna Harcerzy im. Zgrupowania AK „Chrobry II”

## Turniej Czerwieńsk nad Wisłą 2017
Odbywał się w dniach 15-17 września w Czerwieńsku

### Uczestnicy
- 1 Jastkowska Drużynie Harcerzy „Beluarda”
- 1 Lubartowska Drużyna Harcerzy „Huragan” im. ppor. Bolesława Mucharskiego ps. „Lekarz”
- 2 Poznańska Drużyna Harcerzy „Czantoria” im. ppor. hm. Tadeusza „Zośki” Zawadzkiego HR
- 2 Mazowiecka Drużyna Harcerzy „Oleandry” im. marsz. Józefa Piłsudskiego
- 3 Podgórska Drużyna Harcerzy „Matecznik” im. Andrzeja Małkowskiego
- V Kaliska Drużyna Harcerzy „Droga”
- 6 Poznańska Drużyna Harcerzy „Siklawa” im. Kapitana Żeglugi Wielkiej Mamerta Stankiewicza
- 7 Poznańska Drużyna Harcerz „Binduga” im. hm. Floriana Marciniaka
- 7 Rumska Drużyna Harcerzy „Essentia”
- 7 Ursynowska Drużyna Harcerzy „Gniazdo” im. bł. Pier Gorgia Frassatiego
- 8 Szczecińska Drużyna Harcerzy „Płomień” im. Andrzeja i Jana Romockich
- 9 Swarzędzka Drużyna Harcerzy „Echo Puszczy” im. Andrzeja Małkowskiego
- 13 Drużyna Harcerzy im. het. Stefana Czarnieckiego w Kobylej Górze
- 14 Gdyńska Drużyna Harcerzy im. Zawiszy Czarnego
- 15 Poznańska Drużyna Harcerzy „Wataha” im. Romualda Traugutta
- 16 Warszawska Drużyna Harcerzy Sulima im. Zawiszy Czarnego
- 23 Lubelska Drużyna Harcerzy „Arsenał” im. Stanisława Broniewskiego
- 35 Gdańska Drużyna Harcerzy „Odkrywcy”
- 87 Gdańska Drużyna Harcerzy „Zielony Trakt” im. Tadeusza Zawadzkiego
- 89 Gdańska Drużyna Harcerzy „Wędrowcy” im. Józefa Grzesiaka „Czarnego”
- 123 Warszawska Drużyna Harcerzy im. Zgrupowania AK „Chrobry II”
- 265 Warszawska Lotnicza Drużyna Harcerzy „Skrzydła” im. Batalionu Parasol
- 301 Warszawska Drużyna Harcerzy „Knieja” im. Rtm. Witolda Pileckiego

### Klasyfikacja końcowa
1. 6 Poznańska Drużyna Harcerzy „Siklawa” im. Kapitana Żeglugi Wielkiej Mamerta Stankiewicza
2. 8 Szczecińska Drużyna Harcerzy „Płomień” im. Andrzeja i Jana Romockich
3. 2 Poznańska Drużyn Harcerzy „Czantoria” im. ppor. hm. Tadeusza „Zośki” Zawadzkiego HR

## Turniej Wielkopolska 2018
Odbywał się w dniach 14-16 września na Polach Lednickich. 

### Uczestnicy
- 1 Beskidzka Drużyna Harcerzy „Szara” im. Aleksego Dawidowskiego
- 2 Poznańska Drużyna Harcerzy Czantoria im. ppor. hm. Tadeusza Zawadzkiego
- 3 Mazowiecka Drużyna Harcerzy „Bractwo” im. Tadeusza Zawadzkiego „Zośki”
- 3 Płocka Drużyna Harcerzy „Pneuma” im. płk. Jana Kilińskiego
- 3 Podgórska Drużyna Harcerzy „Matecznik” im. Andrzeja Małkowskiego
- 4 Lubelska Drużyna Harcerzy „Wulkan” im. św. Franciszka Ksawerego
- 5 Wodzisławska Drużyna Harcerzy „Wilki” im. 5 Wileńskiej Brygady AK
- 7 Rumska Drużyna Harcerzy „Essentia”
- 7 Ursynowska Drużyna Harcerzy Gniazdo im. bł. Pier Giorgia Frassatiego
- 8 Szczecińska Drużyna Harcerzy „Płomień” im. Andrzeja i Jana Romockich
- 12 Lubelska Drużyna Harcerzy „Bractwo” im. braci herbu Sulima
- 13 Drużyna Harcerzy im. het. Stefana Czarnieckiego w Kobylej Górze
- 16 Warszawska Drużyna Harcerzy im. Zawiszy Czarnego „Grunwald”
- 87 Gdańska Drużyna Harcerzy Zielony Trakt im. Tadeusza Zawadzkiego „Zośki”
- 122 Kluczborska Drużyna Harcerzy „TORNADO” im. Andrzeja Romockiego
- 265 Warszawska Lotnicza Drużyna Harcerzy „Skrzydła” im. Bat. Parasol

### Klasyfikacja końcowa
1. 16 Warszawska Drużyna Harcerzy im. Zawiszy Czarnego „Grunwald”
2. 2 Poznańska Drużyna Harcerzy Czantoria im. ppor. hm. Tadeusza Zawadzkiego
3. 5 Wodzisławska Drużyna Harcerzy „Wilki” im. 5 Wileńskiej Brygady AK
4. 4 Lubelska Drużyna Harcerzy „Wulkan” im. Św. Franciszka Ksawerego
5. 87 Gdańska Drużyna Harcerzy Zielony Trakt im. Tadeusza Zawadzkiego „Zośki” oraz 12 Lubelska Drużyna Harcerzy „Bractwo” im, braci herbu Sulima
6. 8 Szczecińska Drużyna Harcerzy „Płomień” im. Andrzeja i Jana Romockich
7. 3 Podgórska Drużyna Harcerzy „Matecznik” im. Andrzeja Małkowskiego
8. 13 Drużyna Harcerzy im. het. Stefana Czarnieckiego w Kobylej Górze
9. 122 Kluczborska Drużyna Harcerzy „TORNADO” im. Andrzeja Romockiego
10. 7 Rumska Drużyna Harcerzy „Essentia”
11. 3 Płocka Drużyna Harcerzy „Pneuma” im. płk. Jana Kilińskiego

Drużyny nieklasyfikowane: 
- 3 Mazowiecka Drużyna Harcerzy „Bractwo” im. Tadeusza Zawadzkiego „Zośki”
- 265 Warszawska Lotnicza Drużyna Harcerzy „Skrzydła” im. Bat. Parasol
- 1 Beskidzka Drużyna Harcerzy „Szara” im. Aleksego Dawidowskiego
- 7 Ursynowska Drużyna Harcerzy Gniazdo im. bł. Pier Giorgia Frassatiego

## Turniej Wyżyna Krakowsko-Częstochowska 2019
Odbywał się w dniach 27 - 29 września 2019 na terenie Wyżyny Krakowsko - Częstochowskiej a zakończył się Częstochowie.

### Uczestnicy
- 1 Koszalińska Drużyna Harcerzy „Zielona” im. Marszałka Józefa Piłsudskiego
- 1 Pionkowska Drużyna Harcerzy „Czarna Jedynka” im. Józefa Piłsudskiego
- 1 Ursynowska Drużyna Harcerzy „Żagiew”
- 2 Mazowiecka Drużyna Harcerzy „Oleandry” im. Józefa Piłsudskiego
- 5 Wodzisławska Drużyna Harcerzy „Wilki” im. 5 Wileńskiej Brygady AK
- 7 Rumska Drużyna Harcerzy „Essentia”
- 7 Ursynowska Drużyna Harcerzy „Gniazdo” im. bł. Pier Giorgia Frassatiego
- 8 Szczecińska Drużyna Harcerzy „Płomień” im. Andrzeja i Jana Romockich
- 12 Lubelska Drużyna Harcerzy „Bractwo” im. braci herbu Sulima
- 15 Łódzka Drużyna Harcerzy „Zielony Płomień” im. Andrzeja Małkowskiego
- 35 Gdańska Drużyna Harcerzy „Odkrywcy”
- 41 Pionkowska Drużyna Harcerzy „Zarzewie” im. Andrzeja Małkowskiego”
- 60 Krakowska Drużyna Harcerzy „Puszczanie” im. Łukasza Cieplińskiego ps. „PŁUG”
- 106 Łódzka Drużyna Harcerzy im. Zawiszy Czarnego

### Klasyfikacja końcowa
1. 12 Lubelska Drużyna Harcerzy „Bractwo” im. braci herbu Sulima
2. 5 Wodzisławska Drużyna Harcerzy „Wilki” im. 5 Wileńskiej Brygady AK
3. 1 Koszalińska Drużyna Harcerzy „Zielona” im. Marszałka Józefa Piłsudskiego
4. 35 Gdańska Drużyna Harcerzy „Odkrywcy”
5. 7 Rumska Drużyna Harcerzy „Essentia”
6. 8 Szczecińska Drużyna Harcerzy „Płomień” im. Andrzeja i Jana Romockich
7. 41 Pionkowska Drużyna Harcerzy „Zarzewie” im. Andrzeja Małkowskiego
8. 106 Łódzka Drużyna Harcerzy im. Zawiszy Czarnego
9. 1 Pionkowska Drużyna Harcerzy „Czarna Jedynka” im. Józefa Piłsudskiego

Drużyny nieklasyfikowane:
- 1 Ursynowska Drużyna Harcerzy „Żagiew”
- 2 Mazowiecka Drużyna Harcerzy „Oleandry” im. Józefa Piłsudskiego
- 7 Ursynowska Drużyna Harcerzy „Gniazdo” im. bł. Pier Giorgia Frassatiego
- 15 Łódzka Drużyna Harcerzy „Zielony Płomień” im. Andrzeja Małkowskiego
- 60 Krakowska Drużyna Harcerzy „Puszczanie” im. Łukasza Cieplińskiego ps. PŁUG

## Turniej 2020
Odbywał się w dniach 25 - 27 września w zmienionej formie ze względu na obostrzenia Covid-19. Drużyny biwakowały w pobliskich lasach w okolicach swojego miasta.

### Uczestnicy
- 1 Koszalińska Drużyna Harcerzy „Zielona” im. Marszałka Józefa Piłsudskiego
- 1 Ursynowska Drużyna Harcerzy „Żagiew”
- 2 Mazowiecka Drużyna Harcerzy „Oleandry” im. Marszałka Józefa Piłsudskiego
- 5 Wodzisławska Drużyna Harcerzy „Wilki” im. 5 Wileńskiej Brygady AK

- 7 Ursynowska Drużyna Harcerzy „Gniazdo”
- 8 Szczecińska Drużyna Harcerzy „Płomień” im. Andrzeja i Jana Romockich
- 14 Gdyńska Drużyna Harcerzy im. Zawiszy Czarnego
- 35 Gdańska Drużyna Harcerzy „Odkrywcy”
- 84 Łódzka Drużyna Harcerzy „Cichociemni” im. Spadochroniarzy Armii Krajowej
- 91 Gdańska Drużyna Harcerzy „Bractwo” im. Jana Bytnara „Rudego”
- 106 Łódzka Drużyna Harcerzy im. Zawiszy Czarnego
- 265 Warszawska Lotnicza Drużyna Harcerzy „Skrzydła” im. Batalionu Parasol

### Klasyfikacja końcowa
1. 5 Wodzisławska Drużyna Harcerzy „Wilki” im. 5 Wileńskiej Brygady AK
2. 8 Szczecińska Drużyna Harcerzy „Płomień” im. Andrzeja i Jana Romockich
3. 265 Warszawska Lotnicza Drużyna Harcerzy „Skrzydła” im. Batalionu Parasol
4. 91 Gdańska Drużyna Harcerzy „Bractwo” im. Jana Bytnara „Rudego”
5. 1 Koszalińska Drużyna Harcerzy „Zielona” im. Marszałka Józefa Piłsudskiego
6. 35 Gdańska Drużyna Harcerzy „Odkrywcy”
7. 106 Łódzka Drużyna Harcerzy im. Zawiszy Czarnego
8. 14 Gdyńska Drużyna Harcerzy im. Zawiszy Czarnego
9. 84 Łódzka Drużyna Harcerzy „Cichociemni” im. Spadochroniarzy Armii Krajowej

Drużyny nieklasyfikowane: 
- 1 Ursynowska Drużyna Harcerzy „Żagiew”
- 2 Mazowiecka Drużyna Harcerzy „Oleandry” im. Marszałka Józefa Piłsudskiego
- 7 Ursynowska Drużyna Harcerzy „Gniazdo”

## Turniej Łódź 2021[2]
Odbył się w dniach 1-3 listopada, na terenach Łodzi.

### Uczestnicy
- 1 Beskidzka Drużyna Harcerzy „Szara” im. Aleksego Dawidowskiego
- I Czechowicka Drużyna Harcerzy im. majora Henryka Flamego
- V Kaliska Drużyna Harcerzy „Droga”
- 5 Wodzisławskiej Drużyny Harcerzy „Wilki” im. 5 Wileńskiej Brygady AK
- 8 Szczecińska Drużyna Harcerzy „Płomień” im. Andrzeja i Jana Romockich
- 17 Poznańska Drużyna Harcerzy
- 23 Warszawska Drużyna Harcerzy „Grań”

- 44 Warszawska Drużyna Harcerzy „Stanica” im. króla Kazimierza III Wielkiego

- 48 Wrocławska Drużyna Harcerzy „Sokoły Wędrowne”
- 70 Sopocka Drużyna Harcerzy im. Zawiszy Czarnego herbu Sulima

- 84 Łódzka Drużyna Harcerzy „Cichociemni” im. Spadochroniarzy Armii Krajowej

- 87 Gdańska Drużyna Harcerzy „Zielony Trakt” im. Tadeusz Zawadzkiego „Zośki”
- 91 Gdańska Drużyna Harcerzy „Bractwo” im. Jana Bytnara „Rudego”
- 106 Łódzka Drużyna Harcerzy im. Zawiszy Czarnego

- 145 Warszawska Drużyna Harcerzy „Impeesa”

- 265 Warszawska Lotnicza Drużyna Harcerzy „Skrzydła” im. Batalionu Parasol

### Klasyfikacja końcowa
1. 5 Wodzisławskiej Drużyny Harcerzy „Wilki” im. 5 Wileńskiej Brygady AK
2. 8 Szczecińska Drużyna Harcerzy „Płomień” im. Andrzeja i Jana Romockich
3. 265 Warszawska Lotnicza Drużyna Harcerzy „Skrzydła” im. Batalionu Parasol
4. 91 Gdańska Drużyna Harcerzy „Bractwo” im. Jana Bytnara „Rudego”
5. 87 Gdańska Drużyna Harcerzy „Zielony Trakt” im. Tadeusz Zawadzkiego „Zośki”
6. I Czechowicka Drużyna Harcerzy im. majora Henryka Flamego
7. 48 Wrocławska Drużyna Harcerzy „Sokoły Wędrowne”
8. 17 Poznańska Drużyna Harcerzy

Drużyny niesklasyfikowane:
- 23 Warszawska Drużyna Harcerzy „Grań”

- 44 Warszawska Drużyna Harcerzy „Stanica” im. króla Kazimierza III Wielkiego

- V Kaliska Drużyna Harcerzy „Droga”

- 70 Sopocka Drużyna Harcerzy im. Zawiszy Czarnego herbu Sulima

- 1 Beskidzka Drużyna Harcerzy „Szara” im. Aleksego Dawidowskiego

- 106 Łódzka Drużyna Harcerzy im. Zawiszy Czarnego

- 84 Łódzka Drużyna Harcerzy „Cichociemni” im. Spadochroniarzy Armii Krajowej

- 145 Warszawska Drużyna Harcerzy „Impeesa”

## Turniej Szczecin 2022
Odbył się w dniach 23-25 września w Szczecinie, z bazą znajdującą się na Warszewie, przy południowo-wschodnim skraju Puszczy Wkrzańskiej (53°29′27,1″N 14°33′14,0″E/53,490861 14,553889).

### Uczestnicy
- I Czechowicka Drużyna Harcerzy im. mjr. Henryka Flamego „Bartka”
- 1 Jastkowska Drużyna Harcerzy „Beluarda” im. św. Michała Archanioła
- 1 Koszalińska Drużyna Harcerzy „Zielona” im. Marszałka Józefa Piłsudskiego
- 4 Lubelska Drużyna Harcerzy „Wulkan” im. św. Franciszka Ksawerego
- 5 Wodzisławska Drużyna Harcerzy „Wilki” im. 5 Wileńskiej Brygady AK
- 7 Poznańska Drużyna Harcerz „Binduga” im. hm. Floriana Marciniaka
- 7 Rumska Drużyna Harcerzy „Essentia”
- 8 Olsztyńska Drużyna Harcerzy „Szperacze” im. Jana Bochana
- 8 Szczecińska Drużyna Harcerzy „Płomień” im. Andrzeja i Jana Romockich
- 9 Gdyńska Drużyna Harcerzy „Zbroja”
- 9 Swarzędzka Drużyna Harcerzy „Echo Puszczy” im. Andrzeja Małkowskiego
- 10 Gdańska Drużyna Harcerzy „Abrakadabra” im. Ernesta Thompsona Setona
- 14 Wrocławska Drużyna Harcerzy „Gawra” im. Jerzego Jelińskiego
- 15 Łódzka Drużyna Harcerzy „Zielony Płomień” im. Andrzeja Małkowskiego
- 28 Łódzka Drużyna Harcerzy im. Antoniego Olbromskiego
- 58 Mazowiecka Drużyna Harcerzy „Cichociemni” im. Chłopców z Wildhornu
- 84 Łódzka Drużyna Harcerzy „Cichociemni” im. Spadochroniarzy Armii Krajowej
- 122 Kluczborska Drużyna Harcerzy „TORNADO” im. Andrzeja Romockiego

### Klasyfikacja końcowa
1. 8 Szczecińska Drużyna Harcerzy „Płomień” im. Andrzeja i Jana Romockich
2. 5 Wodzisławska Drużyna Harcerzy „Wilki” im. 5 Wileńskiej Brygady AK
3. 8 Olsztyńska Drużyna Harcerzy „Szperacze” im. Jana Bochana
4. 10 Gdańska Drużyna Harcerzy „Abrakadabra” im. Ernesta Thompsona Setona
5. 28 Łódzka Drużyna Harcerzy im. Antoniego Olbromskiego
6. 1 Jastkowska Drużyna Harcerzy „Beluarda” im. św. Michała Archanioła
7. 9 Swarzędzka Drużyna Harcerzy „Echo Puszczy” im. Andrzeja Małkowskiego
8. 1 Koszalińska Drużyna Harcerzy „Zielona” im. Marszałka Józefa Piłsudskiego
9. I Czechowicka Drużyna Harcerzy im. mjr. Henryka Flamego „Bartka”
10. 122 Kluczborska Drużyna Harcerzy „TORNADO” im. Andrzeja Romockiego
11. 7 Poznańska Drużyna Harcerz „Binduga” im. hm. Floriana Marciniaka
12. 58 Mazowiecka Drużyna Harcerzy „Cichociemni” im. Chłopców z Wildhornu
13. 14 Wrocławska Drużyna Harcerzy „Gawra” im. Jerzego Jelińskiego
14. 7 Rumska Drużyna Harcerzy „Essentia”

Drużyny nieklasyfikowane: 
- 9 Gdyńska Drużyna Harcerzy „Zbroja”
- 84 Łódzka Drużyna Harcerzy „Cichociemni” im. Spadochroniarzy Armii Krajowej
- 4 Lubelska Drużyna Harcerzy „Wulkan” im. św. Franciszka Ksawerego
- 15 Łódzka Drużyna Harcerzy „Zielony Płomień” im. Andrzeja Małkowskiego

## Turniej Zakopane  2023[3]
Odbył się w dniach 15-17 września, na terenie Powiatu Tatrzańskiego, z bazą znajdującą się na terenie Polany Sywarne (49°17′06,1″N 19°54′25,3″E/49,285028 19,907028) w Kościelisku.

### Uczestnicy
- 1 Jastkowska Drużyna Harcerzy „Beluarda” im. św. Michała Archanioła
- 1 Nasielska Drużyna Harcerzy „Błękitna Armia” im. gen. Józefa Hallera
- 1 Sudecka Drużyna Harcerzy „Virtus” im. Brygady Świętokrzyskiej NSZ
- 3 Ostrołęcka Drużyna Harcerzy „Nemus” im. kapitana Aleksandra Bednarczyka „Adama”
- 5 Wodzisławska Drużyna Harcerzy „Wilki” im. 5 Wileńskiej Brygady AK
- 8 Olsztyńska Drużyna Harcerzy „Szperacze” im. Jana Bochana
- 8 Szczecińska Drużyna Harcerzy „Płomień” im. Andrzeja i Jana Romockich
- 9 Gdyńska Drużyna Harcerzy „Zbroja”
- 10 Bydgoska Drużyna Harcerzy „Zjawa” im. Józefa Grzesiaka „Czarnego”
- 23 Warszawska Drużyna Harcerzy „Grań”
- 28 Łódzka Drużyna Harcerzy im. Antoniego Olbromskiego
- 45 Krakowska Drużyna Harcerzy „Trampy” im. Jana „Bonawentury” Romockiego
- 49 Gdańska Drużyna Harcerzy „Legion”
- 58 Mazowiecka Drużyna Harcerzy „Cichociemni”
- 70 Sopocka Drużyna Harcerzy im. Zawiszy Czarnego Herbu Sulima
- 84 Łódzka Drużyna Harcerzy „Cichociemni” im. Spadochroniarzy Armii Krajowej
- 87 Gdańska Drużyna Harcerzy „Zielony Trakt” im. Tadeusza Zawadzkiego „Zośki”

### Klasyfikacja końcowa
1. 5 Wodzisławska Drużyna Harcerzy „Wilki” im. 5 Wileńskiej Brygady AK ZHR Wodzisław Śląski [547 pkt]
2. 87 Gdańska Drużyna Harcerzy „Zielony Trakt” im. Tadeusza Zawadzkiego „Zośki” [500 pkt]
3. 8 Olsztyńska Drużyna Harcerzy „Szperacze” im. Jana Bochana [448 pkt]
4. 49 Gdańska Drużyna Harcerzy „Legion” [440 pkt]
5. 1 Sudecka Drużyna Harcerzy „Virtus” im. Brygady Świętokrzyskiej NSZ [430,5 pkt]
6. 1 Nasielska Drużyna Harcerzy „Błękitna Armia” im. gen. Józefa Hallera [419 pkt]
7. 70 Sopocka Drużyna Harcerzy im. Zawiszy Czarnego Herbu Sulima [418,5 pkt]
8. 28 Łódzka Drużyna Harcerzy im. Antoniego Olbromskiego [411 pkt]
9. 1 Jastkowska Drużyna Harcerzy „Beluarda” im. św. Michała Archanioła [406 pkt]
10. 84 Łódzka Drużyna Harcerzy „Cichociemni” im. Spadochroniarzy Armii Krajowej [395,5 pkt]
11. 10 Bydgoska Drużyna Harcerzy „Zjawa” im. Józefa Grzesiaka „Czarnego” [396 pkt]
12. 3 Ostrołęcka Drużyna Harcerzy „Nemus” im. kapitana Aleksandra Bednarczyka „Adama” [395,5 pkt]
13. 9 Gdyńska Drużyna Harcerzy „Zbroja” [370,5 pkt]
14. 8 Szczecińska Drużyna Harcerzy „Płomień” im. Andrzeja i Jana Romockich [355 pkt]
15. 58 Mazowiecka Drużyna Harcerzy „Cichociemni” [351,5 pkt]
16. 45 Krakowska Drużyna Harcerzy „Trampy” im. Jana „Bonawentury” Romockiego [329 pkt]
17. 23 Warszawska Drużyna Harcerzy „Grań” [284,5 pkt]

## Turniej Gdańsk 2024
Odbył się w dniach 27-29 września na terenie Trójmiasta.

### Uczestnicy
- 1 Jastkowska Drużynie Harcerzy „Beluarda” im. św. Michała Archanioła
- 1 Mielecka Drużyna Harcerzy „HADEM” im. hm. Józefa Grzesiaka „Czarnego”
- 1 Ursynowska Drużyna Harcerzy „Żagiew”
- 2 Mazowiecka Drużyna Harcerzy „Oleandry” im. Józefa Piłsudskiego
- 3 Podgórska Drużyna Harcerzy „Wataha” im. płk. Witolda Pileckiego
- 5 Wodzisławska Drużyna Harcerzy „Wilki” im. 5 Wileńskiej Brygady AK
- 9 Gdyńska Drużyna Harcerzy „Zbroja”
- 9 Łódzka Drużyna Harcerzy „Leśni” im. Jana Piwnika „Ponurego”
- 12 Kozienicka Drużyna Harcerzy „Korona” im. Zygmunta I Starego
- 49 Gdańska Drużyna Harcerzy „Legion”
- 58 Mazowiecka Drużyna Harcerzy „Cichociemni” im. płk. Jana Piwnika „Ponurego”
- 70 Sopocka Drużyna Harcerzy im. Zawiszy Czarnego - Sulima
- 82 Warszawska Drużyna Harcerzy „Zbroja” im. gen. Augusta Emila Fieldorfa „Nila”
- 87 Gdańska Drużyna Harcerzy „Zielony Trakt” im. Tadeusza Zawadzkiego „Zośki”
- 123 Warszawska Drużyna Harcerzy im. Zgrupowania AK „Chrobry II”

### Klasyfikacja końcowa
1. 87 Gdańska Drużyna Harcerzy „Zielony Trakt” im. Tadeusza Zawadzkiego „Zośki”
2. 5 Wodzisławska Drużyna Harcerzy „Wilki” im. 5 Wileńskiej Brygady AK
3. 9 Gdyńska Drużyna Harcerzy „Zbroja”
4. 1 Mielecka Drużyna Harcerzy „HADEM” im. hm. Józefa Grzesiaka „Czarnego”
5. 1 Jastkowska Drużynie Harcerzy „Beluarda” im. św. Michała Archanioła
6. 49 Gdańska Drużyna Harcerzy „Legion”
7. 2 Mazowiecka Drużyna Harcerzy „Oleandry” im. Józefa Piłsudskiego
8. 70 Sopocka Drużyna Harcerzy im. Zawiszy Czarnego - Sulima
9. 9 Łódzka Drużyna Harcerzy „Leśni” im. Jana Piwnika „Ponurego”
10. 58 Mazowiecka Drużyna Harcerzy „Cichociemni” im. płk. Jana Piwnika „Ponurego”
11. 3 Podgórska Drużyna Harcerzy „Wataha” im. płk. Witolda Pileckiego
12. 1 Ursynowska Drużyna Harcerzy „Żagiew”
13. 82 Warszawska Drużyna Harcerzy „Zbroja” im. gen. Augusta Emila Fieldorfa „Nila”

Drużyny nieklasyfikowane: 
- 123 Warszawska Drużyna Harcerzy im. Zgrupowania AK „Chrobry II”
- 12 Kozienicka Drużyna Harcerzy „Korona” im. Zygmunta I Starego